# ブリストル フレイター
ブリストル フレイター
ブリストル 170 フレイター（1961年）
- 用途：貨物機
- 製造者：ブリストル飛行機
- 運用者：シルバーシティ・エアウェイズ
- 初飛行：1945年12月
- 生産数：214機
- 運用開始：1946年

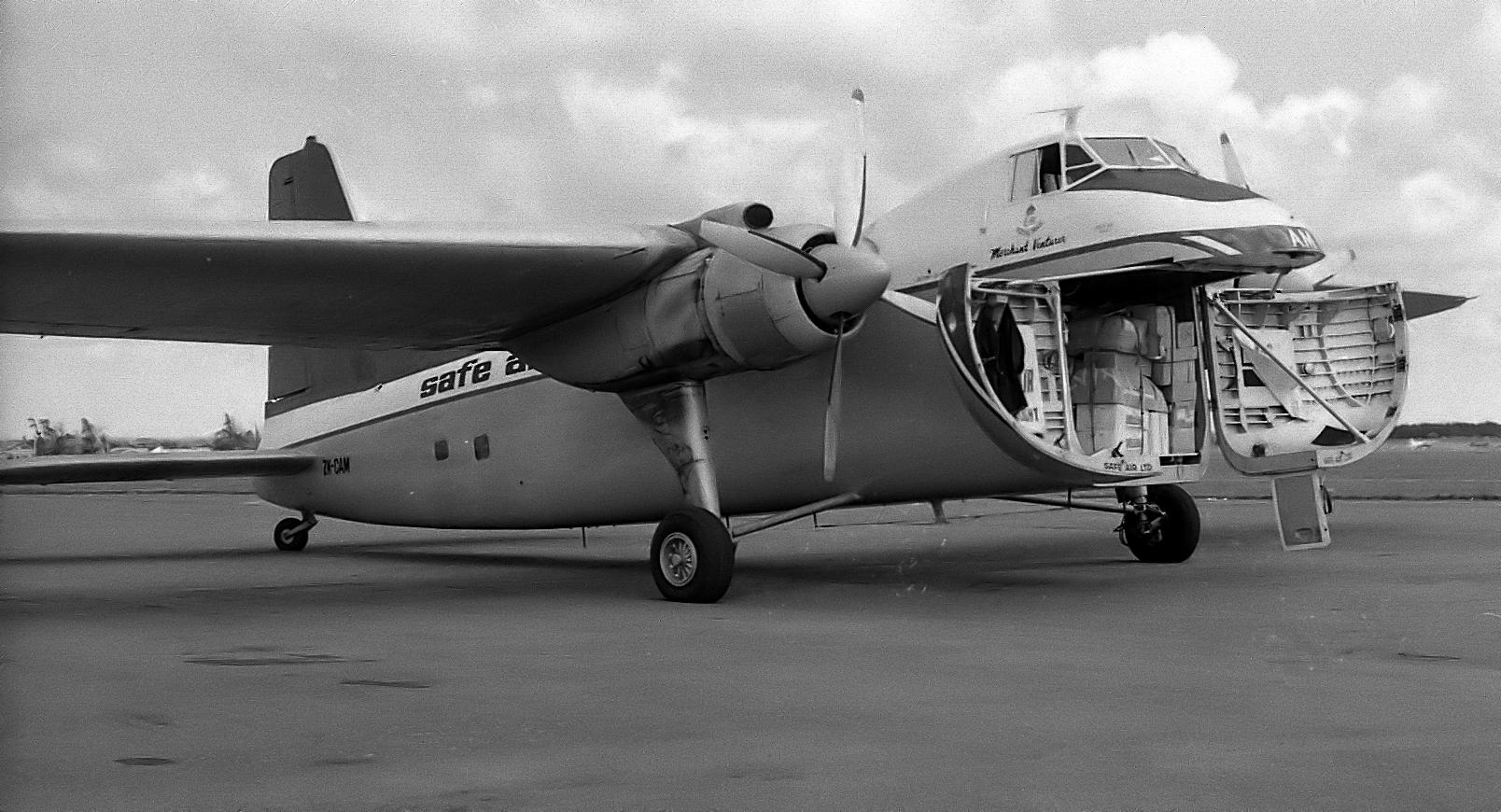
貨物ドアを開いたブリストル 170 フレイター

ブリストル フレイター（Bristol Type 170 Freighter）はイギリスのブリストル飛行機が製造した双発輸送機である。またブリストル170とも呼ばれていた。最初旅客機として開発されたが、短距離を車両を空輸するのに用いられる貨物機として運用されることが多かった。

## 概要
ブリストル フレイターは第二次世界大戦中に開発された機体で、高翼構造で降着装置は左右の主翼から伸びた支柱の先に車輪のある固定式であった。また操縦室は胴体前方の2階にある現在のボーイング747と同様の構造となっていた。そのため、前方から見ると縦に長い形状をしていた。
原型機(機体記号:G-AGPV)は1945年12月2日に初飛行した。2号機(機体記号:G-AGVB)は34席のある旅客機として1946年4月30日に初飛行し、チャンネル諸島航空に就航し半年間に1万人以上の乗客を運んだ。そして3号機(機体記号:G-AGVC)は機首に観音扉のカーゴドアを持つ貨物機として完成した。
その後は、旅客機として就航したものもあったが、最初から貨物機として完成した方が多かった。貨物機は乗用車といった貨物を搭載し、イギリスから海峡を渡るフェリーフレイターとして運用された。また軍用輸送機として運用された機体もあった。ブリストル フレイターは1958年まで214機製造された。後継機種が現れたため1980年代まで運行から退役したが、最後の飛行は2004年に博物館で保存するために元カナダ空軍の所有機によって行われた。

## オペレーター

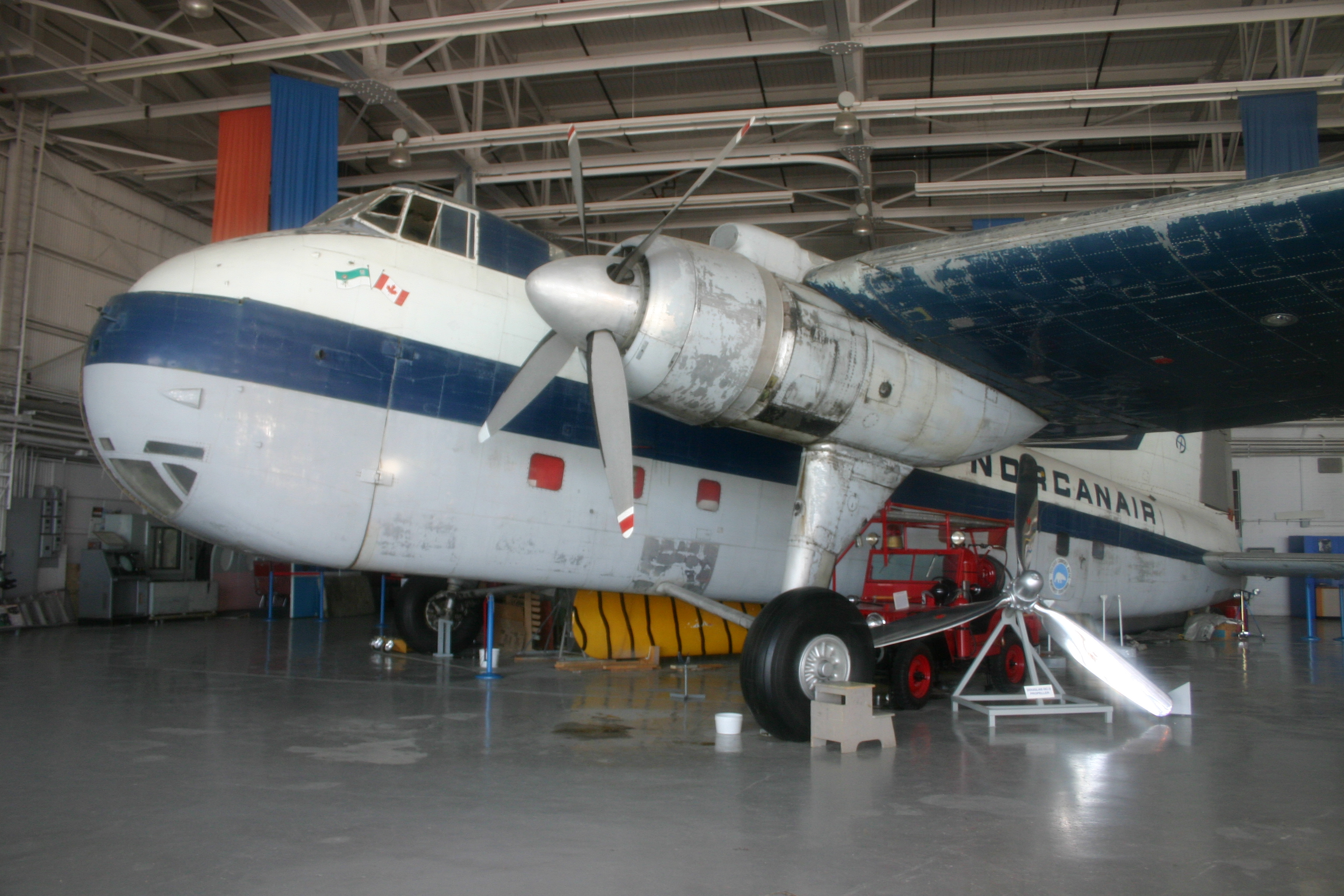
カナダの博物館で保存されているブリストルフレイター（2007年）

### 民間航空会社
アルゼンチン
- Argentine Civil Aeronautics Board

 オーストラリア
- Air Express
- Ansett-ANA
- Ansett-MAL
- Brain & Brown Airfreighters
- Jetair Australia
- Trans Australia Airlines

 ベルギー
- Avions Fairey
- SABEN

 ブラジル
- REAL Transportes Aereos

 カナダ
- Associated Airways
- Central Northern Airways
- Hawkair
- Lambair
- Maritime Central Airways
- North Canada Air
- Norcanair
- Pacific Western Airlines
- Trans Canada Airlines
- Trans Provincial Airlines
- Wardair

 エクアドル
- Shell Company of Ecuador

 アイルランド
- Aer Lingus
- Aer Turas

 フランス
- Air Atlas
- Air Fret
- Air Outremer
- Cie Air Transport
- Cie des Transportes Aériens Intercontinentaux
- Corse Air
- Société Aérienne du Littoral
- Société Indo Chinoise des Transportes Aériens
- Transportes Aériens Réunis

 ドイツ
- LTU
- Panavia Ltd

 インド
- Bharat Airways
- Dalmia Jain Airways
- Indian Airlines|Indian National Airways

 イタリア
- Societe Avio Transporti Torino

 ラオス
- Air Laos

 レバノン
- Middle East Airlines

 ニュージーランド
- Straits Air Freight Express

 ナイジェリア
- West African Airways Corporation

ローデシア
- Central African Airways

 サウジアラビア
- Saudi Arabian Airlines

 スペイン
- Aviaco
- Iberia Airlines

 スウェーデン
- Trafik-Turist-Transportflyg

 イギリス
- Air Charter Limited
- Air Ferry Limited
- Air Kruise
- Airwork
- Autair
- Aviation Traders
- BKS Air Transport
- Britavia
- British Air Ferries
- British European Airways
- British United Air Ferries
- Channel Air Bridge
- Channel Airways
- Channel Island Airways
- Dan-Air
- Hunting Aerosurveys
- Instone Airlines
- Manx Airlines
- Midland Air Cargo
- Ministry of Civil Aviation
- Silver City Airways
- Trans European Aviation

 ベトナム
- Air Vietnam

### 軍事用
アルゼンチン
 オーストラリア
 ビルマ
 カナダ
 イラク
 ニュージーランド
 パキスタン
 イギリス

## 性能要目（Mk21E）
- 全長    20,83 m
- 全幅    29,87 m
- 翼面積    130,53 m²
- 高さ    6,60 m
- 搭載エンジン ブリストル ハーキュリーズ 672  3.380 PS (2.518 kW) 双発
- 飛行速度    267 km/h
- 後続距離    1.320 km
- 最大上昇高度    7.470 m
- 空虚重量    11.780 kg
- 最大離陸重量  19.980 kg （Mk31M）